# 久喜駅

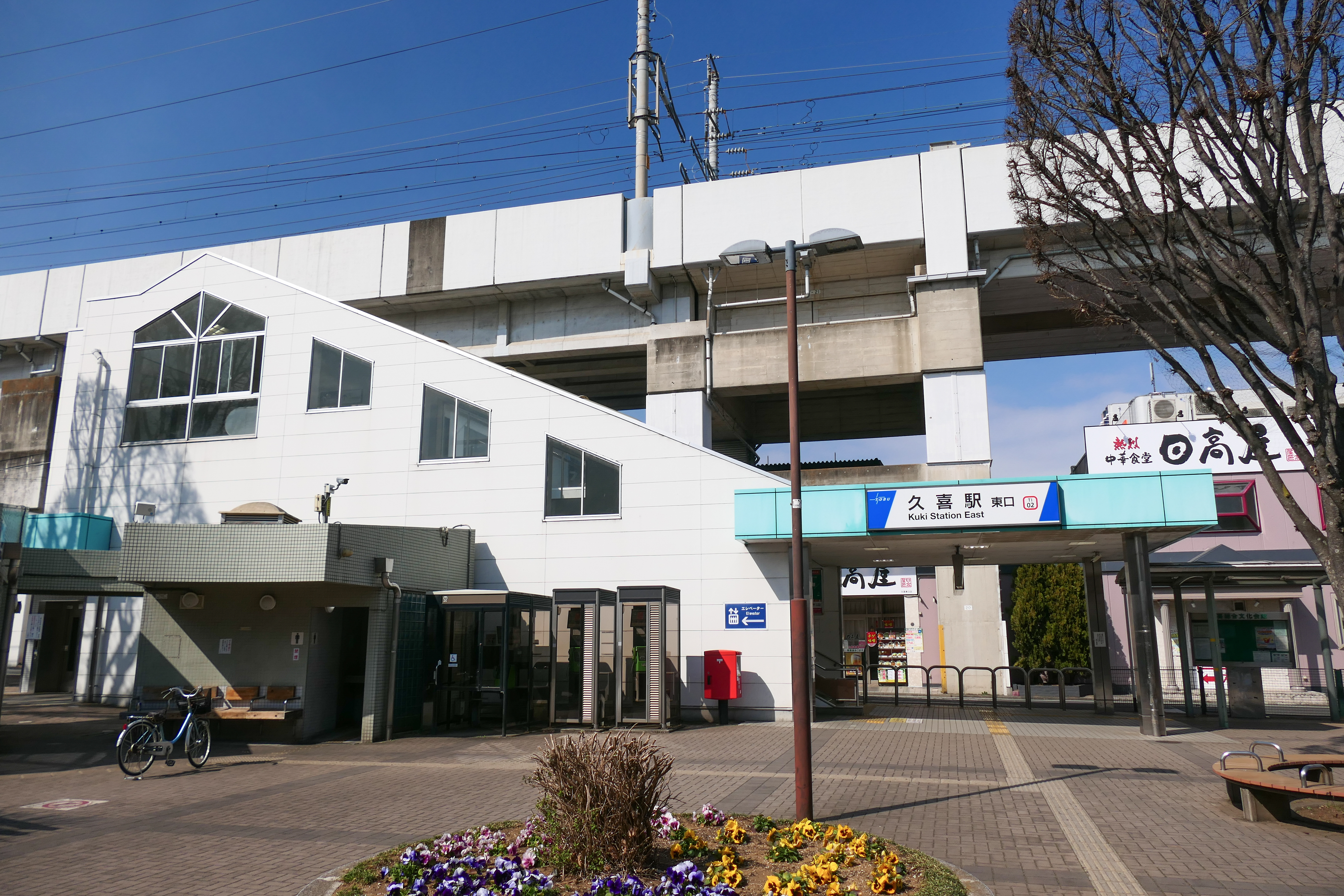
東口（2022年3月）

久喜駅（くきえき）は、埼玉県久喜市久喜中央二丁目にある、東日本旅客鉄道（JR東日本）・東武鉄道の駅である。東武鉄道の駅番号はTI 02。
JR東日本の東北本線と、東武鉄道の伊勢崎線の2路線が乗り入れて、接続駅となっている。
JRの東北本線は旅客案内上の愛称「宇都宮線」の設定区間に含まれ、上野駅発着系統、新宿駅経由で横須賀線に直通する湘南新宿ライン、および上野駅・東京駅経由で東海道線に直通する上野東京ラインが停車する。
東武伊勢崎線は東京メトロ半蔵門線と日比谷線（THライナーに限る）に直通する列車が当駅まで乗り入れている。

## 歴史
- 1885年（明治18年）7月16日：日本鉄道（現在の東北本線）の駅として開業[1]。
- 1899年（明治32年）8月27日：北千住駅 - 当駅間に東武鉄道が開業[2]。
- 1902年（明治35年）9月6日 - 東武鉄道の当駅から加須駅までが開業[3]。
- 1906年（明治39年）11月1日：日本鉄道が国有化され[1]、鉄道院と東武鉄道の駅となる。
- 1909年（明治42年）10月12日：線路名称制定により東北本線の所属となる。
- 1936年（昭和11年）2月29日：2代目駅舎使用開始。
- 1970年（昭和45年）11月20日：3代目橋上駅舎に改築とともに、駅東口開設[4]。
- 1972年（昭和47年）10月：東北本線の急行列車の一部が停車開始。
- 1987年（昭和62年）4月1日：国鉄分割民営化に伴い、国鉄の駅は東日本旅客鉄道（JR東日本）の駅となる[1]。
- 2001年（平成13年）11月18日：JR東日本でICカード「Suica」の利用が可能となる[広報 2]。
- 2003年（平成15年）9月30日：東武鉄道の貨物列車が廃止になる。
- 2006年（平成18年）3月18日：東武伊勢崎線、東京地下鉄（東京メトロ）半蔵門線・東急田園都市線直通列車が当駅まで運転開始[広報 3]。特急「りょうもう」の一部列車が停車開始。また、日中は当駅で系統分割し、浅草駅から来る一般列車は区間準急となり当駅までの運行となった。館林駅方面の一般列車も当駅始発・終点で設定された[広報 3]。
- 2007年（平成19年）3月18日：東武鉄道でICカード「PASMO」の利用が可能となる[広報 4]。
- 2013年（平成25年）3月16日：ダイヤ改正に伴い日中の区間準急が廃止。日中は東京メトロ半蔵門線・東急田園都市線直通列車のみの運用となり、浅草駅に向かう運用は日中は特急「りょうもう」のみで一般列車の運用は朝と夜のみとなった[広報 5]。
- 2017年（平成29年）4月21日：特急「りょうもう」と特急「リバティりょうもう」の全列車停車開始[広報 6]。
- 2020年（令和2年）6月6日：座席指定列車「THライナー」が運行開始[広報 7]。当駅が始発終着駅となる[広報 7]。
- 2023年（令和5年）10月20日：話せる指定席券売機を導入[5]。みどりの窓口が臨時窓口化[5]。

## 駅構造
JR・東武とも地上駅で、両者のホームは隣接している。ホームをまたいで自由通路兼橋上駅舎があり、改札口はJR・東武とも自由通路に面している。現行の駅舎は1970年に完成したものであり、埼玉県の橋上駅舎としては古い部類に入るが、東武は2005年から2006年にかけて、JRは2010年から2012年にかけてそれぞれ増床・改修が行われたため、当初の面影は少ない。JRと東武駅舎は乗り換え専用改札を境に隣接している。西口と東口にエレベーターと時間によって上り/下りが変わるエスカレーターが、それぞれ設置されている。当駅舎の直上に東北新幹線の高架橋が通っているが、ホームは存在しない。周辺自治体が駅の設置を要望している。。

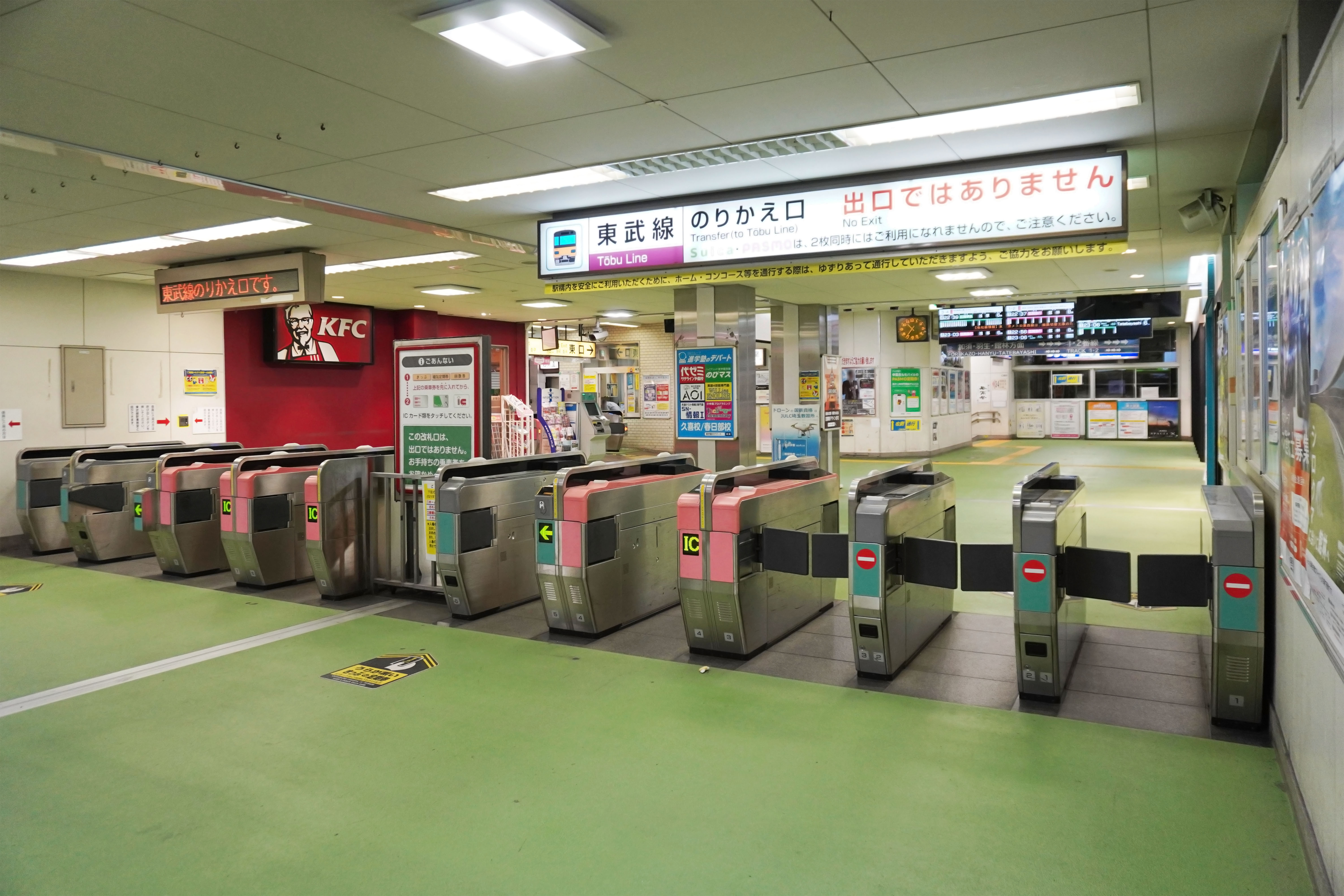
JR線・東武線乗換改札（2024年5月）

### JR東日本
単式1面1線・島式1面2線、計2面3線のホームを持つ地上駅。小山営業統括センター管理の直営駅で、同センター管轄の地区駅として白岡駅 - 栗橋駅間の各駅を管理する。
みどりの窓口（臨時窓口）、自動券売機、多機能券売機、指定席券売機、話せる指定席券売機、Suica対応自動改札機が設置されている。
2011年3月に多機能トイレが新設され、旅客トイレもリニューアルされたほか、上り・下りホームにエレベーターや上りホームのエスカレーターが、2011年11月11日に下りホームのエスカレーターが供用開始となった。

#### のりば
| 番線 | 路線                 | 方向 | 行先                             |
| ---- | -------------------- | ---- | -------------------------------- |
| 1    | ■ 宇都宮線（東北線） | 下り | 小山・宇都宮・黒磯方面           |
| 2    | ■ 宇都宮線（東北線） | 下り | 小山・宇都宮・黒磯方面           |
| 3    | ■ 宇都宮線（東北線） | 上り | 大宮・東京・新宿・横浜・大船方面 |
| 3    | ■ 湘南新宿ライン     | 上り | 大宮・東京・新宿・横浜・大船方面 |
| 3    | ■ 上野東京ライン     | 上り | 大宮・東京・新宿・横浜・大船方面 |

- 湘南新宿ラインの列車は前述のように横須賀線へ直通する。
- 2・3番線が主本線となっている。朝および夕 - 夜間の下り方面の快速（「ラビット」含む）・特急の前を走っていた普通列車は待避線である1番線に入り、これらの列車の接続・通過待ちをする。2021年3月13日のダイヤ改正以前は日中時間帯も待ち合わせを行っていたが、この時間帯の普通列車の本数見直しにより当駅での待ち合わせはなくなった[注釈 1]。
- 2番線と3番線の間には中線がある。

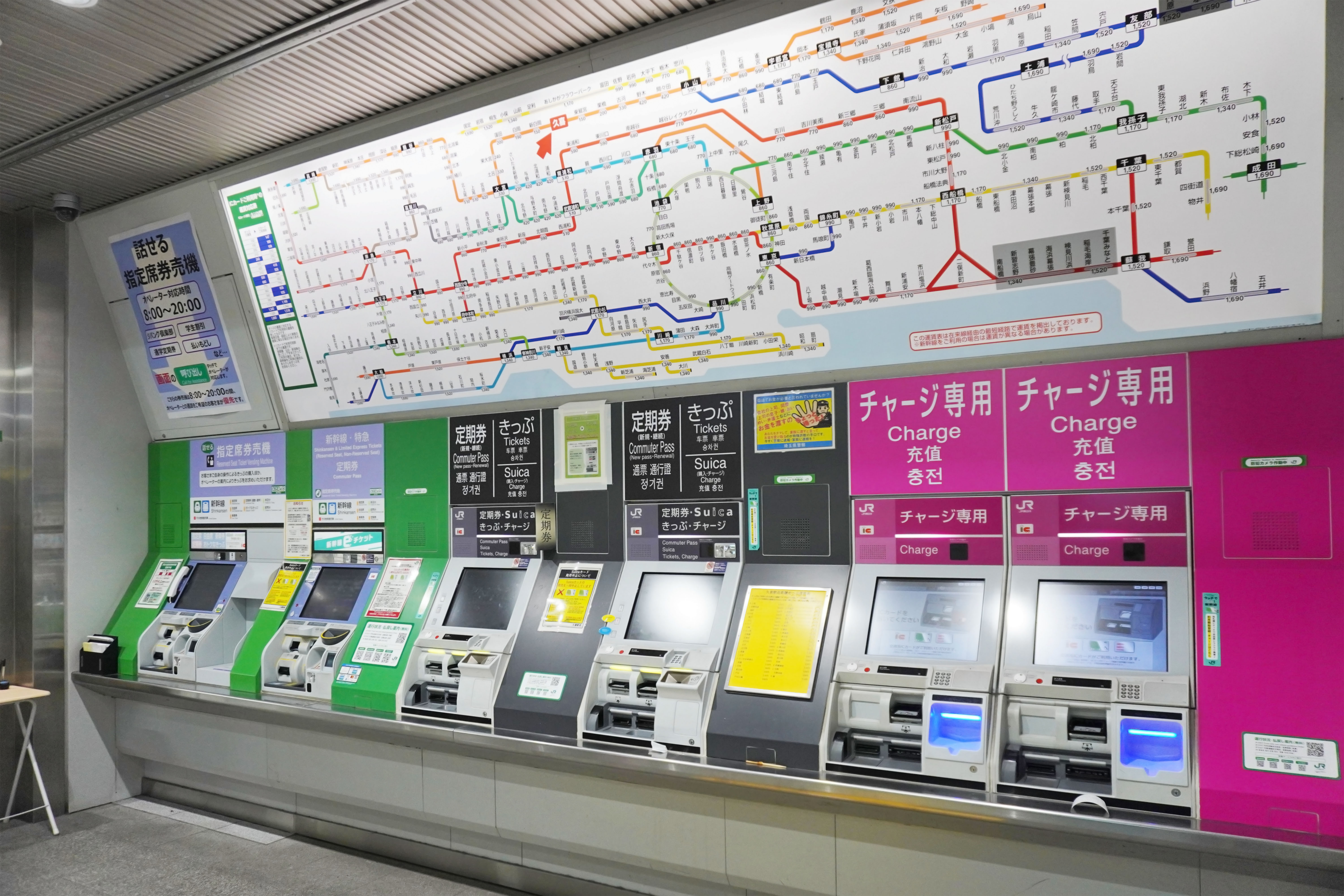
JR線自動券売機（2024年5月）
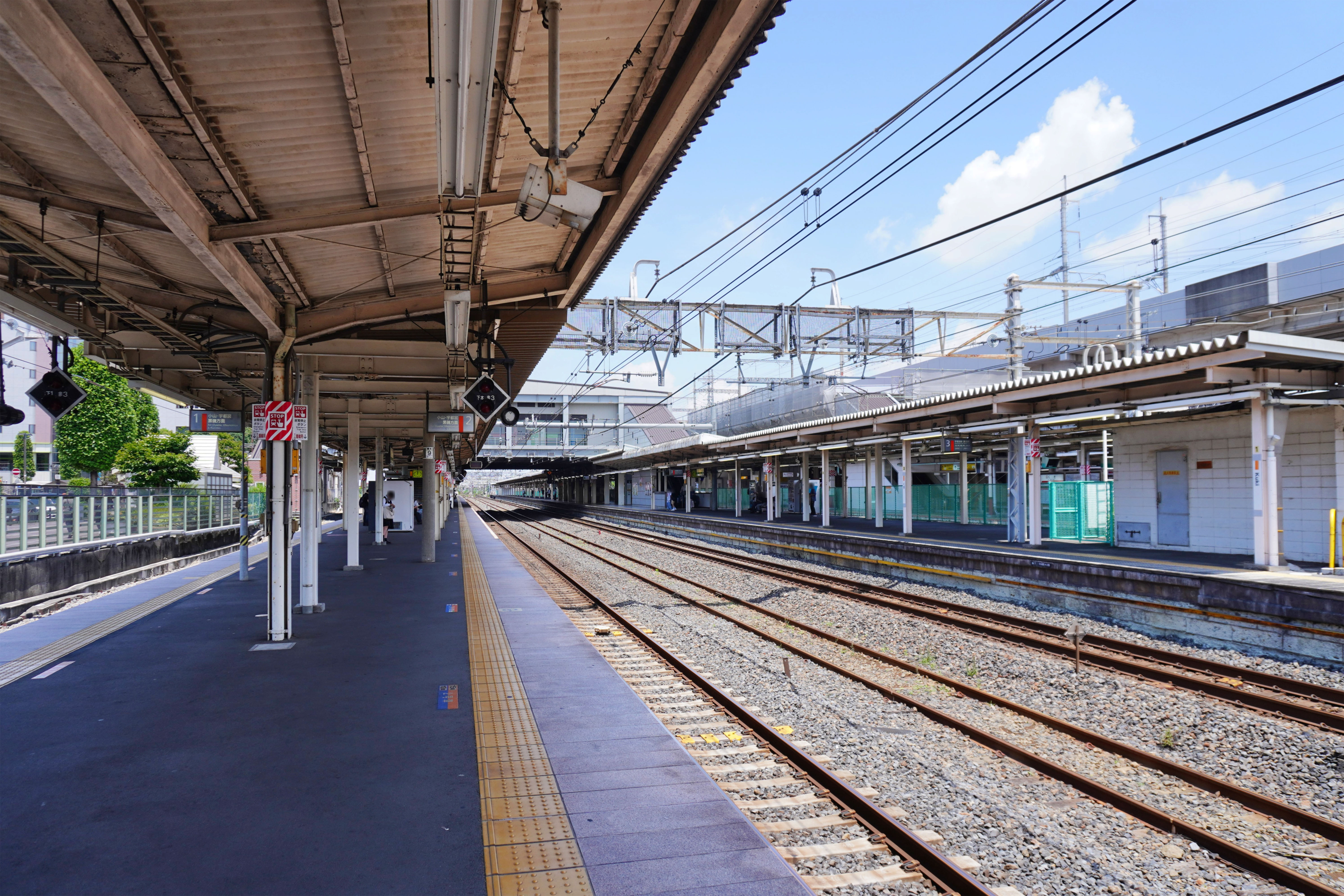
JR線ホーム（2024年6月）

### 東武鉄道
島式ホーム2面4線を有する地上駅。PASMO対応の自動改札機、券売機が設置されている。また、自動券売機前と改札口、上下ホームにはフルカラー液晶ディスプレイによる発車標が設置されている。
長い間1面2線であったが、2003年の貨物取扱廃止により余剰となった貨物ヤードの跡地を利用してホームを1面増設し、また浅草寄りに6両編成対応、伊勢崎寄りに10両編成対応の引き上げ線が整備された。2006年（平成18年）3月18日のダイヤ改正から使用開始され、当駅発着の東急田園都市線・東京メトロ半蔵門線直通列車の運転が開始されるなど、上下方向ともに多くの列車が当駅発着となった。これに伴い、北千住方面 - 館林方面間を直通する列車は削減された。
特急「りょうもう」・「リバティりょうもう」は全列車停車する。館林方面は1番線、浅草方面は4番線から発車する。乗車の際には駅員が特急券を確認するため、いずれも2号車と5号車のドアでしか乗降できない。
2020年6月6日に有料座席指定列車「THライナー」の運転を日比谷線直通として開始し、当駅はその始発・終着駅となる。なお、同列車は東武スカイツリーライン・伊勢崎線内のみの乗車はできない。

#### のりば
| 番線 | 路線                   | 方向 | 行先                         | 備考                                  |
| ---- | ---------------------- | ---- | ---------------------------- | ------------------------------------- |
| 1    | 伊勢崎線               | 下り | 伊勢崎方面                   |                                       |
| 2    | 伊勢崎線               | 下り | 伊勢崎方面 （一部 浅草方面） | 一部の当駅始発上り列車は2番線から発車 |
| 3    | 東武スカイツリーライン | 上り | 浅草方面                     | 一部の当駅始発上り列車は2番線から発車 |
| 4    | 東武スカイツリーライン | 上り | 浅草方面                     | 一部の当駅始発上り列車は2番線から発車 |

- 上記の路線名は旅客案内上の名称（「東武スカイツリーライン」は愛称）で表記している。本来当駅は東武スカイツリーライン区間の範囲外であるが、当駅までの区間は列車運用上で実質的に東武スカイツリーライン系統の延長線上として扱われているため、上り浅草方面は便宜上直通先の名称で案内されている。
- 本線は下りが1番線、上りが4番線である。2・3番線が待避線である。
- 一部の当駅始発の上り列車は2番線から発車する。その際は引き上げ線に入らずホーム上で折り返す。
- 当駅からの日比谷線直通列車は有料座席指定列車「THライナー」のみである。日比谷線直通の一般列車へ乗車する場合、東武動物公園駅 - 北千住駅間のいずれかの駅で乗り換えが必要になる。
- 2013年3月16日のダイヤ改正以降、伊勢崎線における10両編成の運行は当駅までとなっている。ホーム有効長は館林駅まで10両編成に対応しているが、定期列車では当駅以遠への10両編成の乗り入れはない。

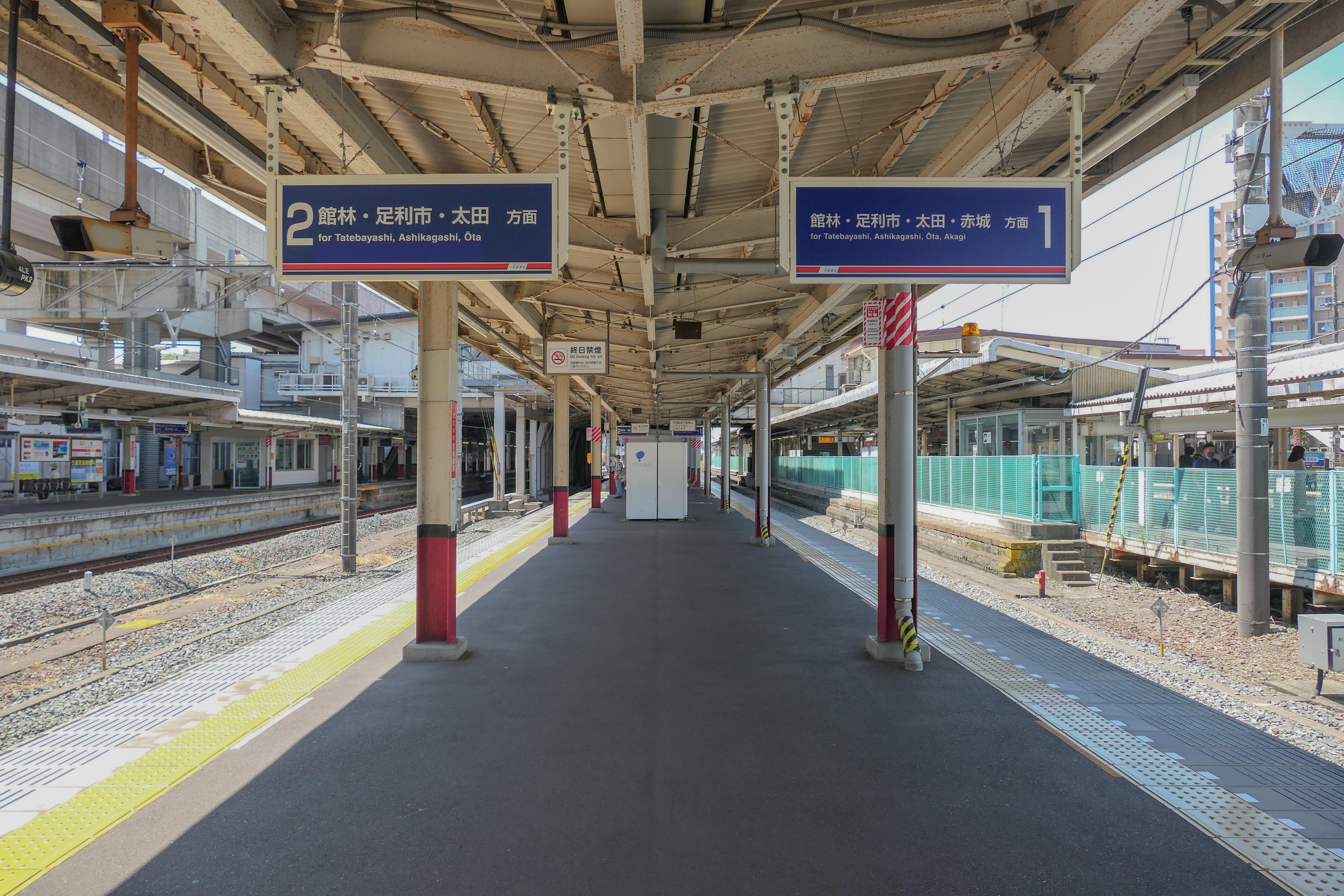
東武線1・2番線ホーム（2022年8月）
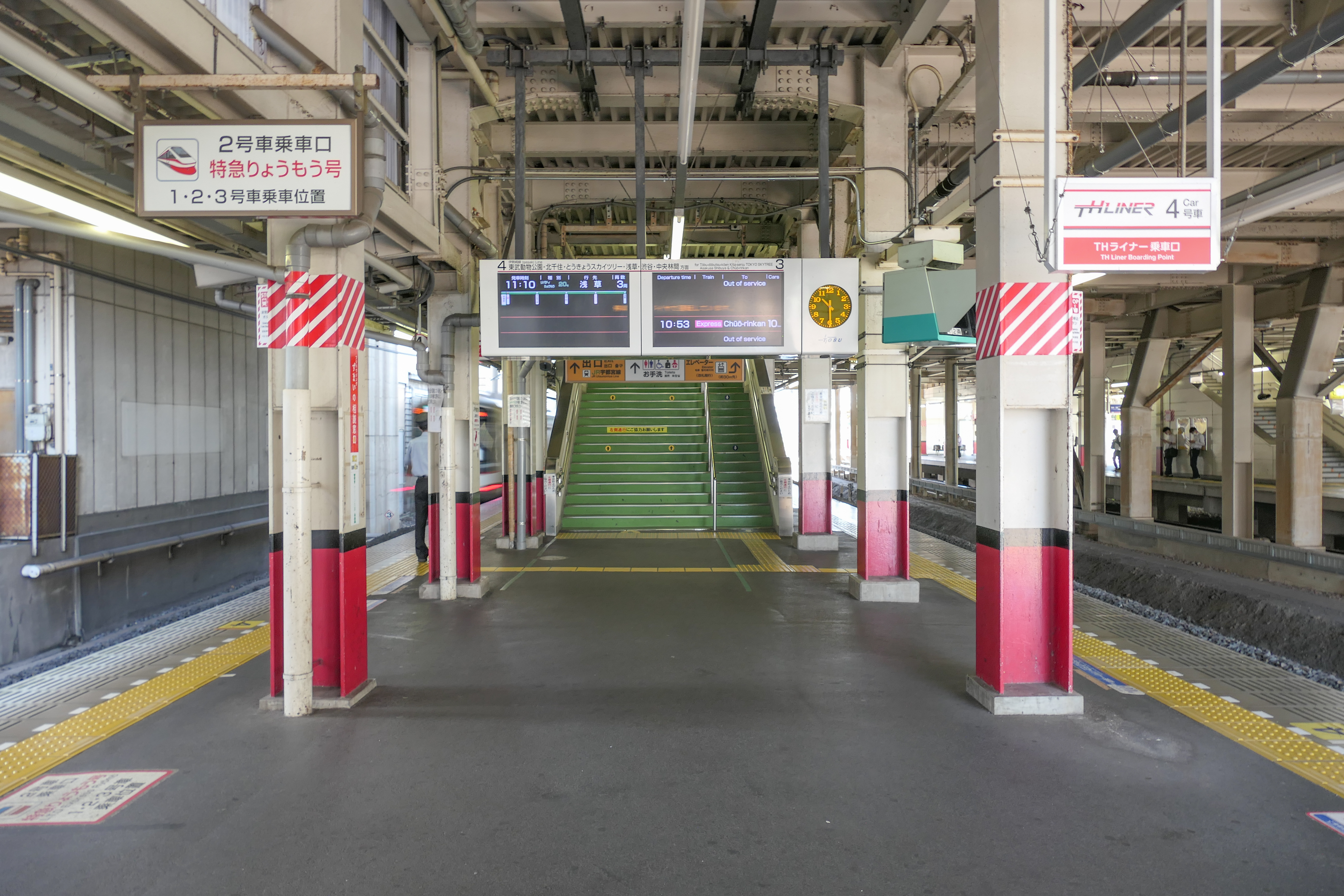
東武線3・4番線ホーム（2022年8月）

### 駅構内店舗
| JR改札内 - NewDays - NewDays KIOSK | 東武改札内 - アクセス - スターバックスコーヒー - ITS' DEMO - フロプレステージュ | 自由通路 - BECK'S COFFEE SHOP - マツモトキヨシ - ケンタッキーフライドチキン - カフェベーカリー・オーブンフレッシュカフェ - から好し |

## 利用状況
- JR東日本 - 2023年度（令和5年度）の1日平均乗車人員は31,740人である[JR 1]。
大宮駅より北側に所在する宇都宮線の駅では、第2位の乗車人員である。
- 東武鉄道 - 2024年度（令和5年度）の1日平均乗降人員は47,510人である[東武 1]。
伊勢崎線の駅では第12位の乗降人員であり、東武動物公園駅より北側に所在する伊勢崎線の駅では乗降人員が最も多い。東京メトロ半蔵門線・東急田園都市線との直通運転開始を機に増加傾向に転じ、2012年度（平成24年度）に5万人を上回った。

### 年度別1日平均乗降人員
東武鉄道の1990年度（平成2年度）以降の1日平均乗降人員の推移は以下の通り。
| 年度               | 東武鉄道         | 東武鉄道 | 東武鉄道   |
| 年度               | 1日平均 乗降人員 | 増加率   | 出典       |
| ------------------ | ---------------- | -------- | ---------- |
| 1990年（平成02年） | 40,831           |          |            |
| 1991年（平成03年） | 43,290           | 6.0%     |            |
| 1992年（平成04年） | 45,820           | 5.8%     |            |
| 1993年（平成05年） | 46,809           | 2.2%     |            |
| 1994年（平成06年） | 47,391           | 1.2%     |            |
| 1995年（平成07年） | 48,560           | 2.5%     |            |
| 1996年（平成08年） | 47,456           | −2.3%    |            |
| 1997年（平成09年） | 46,377           | −2.3%    |            |
| 1998年（平成10年） | 45,193           | −2.6%    |            |
| 1999年（平成11年） | 44,082           | −2.5%    |            |
| 2000年（平成12年） | 44,257           | 0.4%     |            |
| 2001年（平成13年） | 44,253           | 0.0%     |            |
| 2002年（平成14年） | 44,324           | 0.2%     |            |
| 2003年（平成15年） | 43,890           | −0.9%    |            |
| 2004年（平成16年） | 43,732           | −0.4%    |            |
| 2005年（平成17年） | 43,211           | −1.2%    |            |
| 2006年（平成18年） | 45,326           | 4.9%     |            |
| 2007年（平成19年） | 48,047           | 6.0%     |            |
| 2008年（平成20年） | 49,735           | 3.5%     |            |
| 2009年（平成21年） | 49,492           | −0.5%    |            |
| 2010年（平成22年） | 49,338           | −0.3%    |            |
| 2011年（平成23年） | 49,424           | 0.2%     |            |
| 2012年（平成24年） | 50,747           | 2.7%     |            |
| 2013年（平成25年） | 51,577           | 1.6%     |            |
| 2014年（平成26年） | 50,635           | −1.8%    |            |
| 2015年（平成27年） | 51,441           | 1.6%     |            |
| 2016年（平成28年） | 51,748           | 0.6%     |            |
| 2017年（平成29年） | 52,454           | 1.4%     |            |
| 2018年（平成30年） | 52,606           | 0.3%     | [ 東武 2 ] |
| 2019年（令和元年） | 51,656           | −1.8%    | [ 東武 3 ] |
| 2020年（令和02年） | 36,669           | −29.0%   | [ 東武 4 ] |
| 2021年（令和03年） | 41,047           | 11.9%    | [ 東武 5 ] |
| 2022年（令和04年） | 44,257           | 7.8%     | [ 東武 6 ] |
| 2023年（令和05年） | 46,131           | 4.2%     | [ 東武 7 ] |
| 2024年（令和06年） | 47,510           | 3.0%     | [ 東武 1 ] |

### 年度別1日平均乗車人員
1990年度（平成2年度）以降の1日平均乗車人員推移は下記の通りである。
| 年度               | JR東日本 | 東武鉄道 | 出典                    |
| ------------------ | -------- | -------- | ----------------------- |
| 1990年（平成02年） | 33,070   | 20,409   |                         |
| 1991年（平成03年） | 35,237   | 21,692   |                         |
| 1992年（平成04年） | 37,451   | 22,986   |                         |
| 1993年（平成05年） | 38,791   | 23,501   |                         |
| 1994年（平成06年） | 39,295   | 23,806   |                         |
| 1995年（平成07年） | 39,716   | 24,125   |                         |
| 1996年（平成08年） | 39,853   | 23,567   |                         |
| 1997年（平成09年） | 38,822   | 23,029   |                         |
| 1998年（平成10年） | 37,704   | 22,452   |                         |
| 1999年（平成11年） | 36,821   | 21,880   | [ 県統計 1 ]            |
| 2000年（平成12年） | 36,337   | 21,989   | [ JR 2 ] [ 県統計 2 ]   |
| 2001年（平成13年） | 36,147   | 21,905   | [ JR 3 ] [ 県統計 3 ]   |
| 2002年（平成14年） | 36,488   | 22,184   | [ JR 4 ] [ 県統計 4 ]   |
| 2003年（平成15年） | 36,196   | 22,009   | [ JR 5 ] [ 県統計 5 ]   |
| 2004年（平成16年） | 35,979   | 21,965   | [ JR 6 ] [ 県統計 6 ]   |
| 2005年（平成17年） | 35,857   | 21,752   | [ JR 7 ] [ 県統計 7 ]   |
| 2006年（平成18年） | 36,507   | 23,035   | [ JR 8 ] [ 県統計 8 ]   |
| 2007年（平成19年） | 37,244   | 24,198   | [ JR 9 ] [ 県統計 9 ]   |
| 2008年（平成20年） | 37,205   | 24,964   | [ JR 10 ] [ 県統計 10 ] |
| 2009年（平成21年） | 36,477   | 24,812   | [ JR 11 ] [ 県統計 11 ] |
| 2010年（平成22年） | 35,992   | 24,724   | [ JR 12 ] [ 県統計 12 ] |
| 2011年（平成23年） | 35,629   | 24,715   | [ JR 13 ] [ 県統計 13 ] |
| 2012年（平成24年） | 36,064   | 25,351   | [ JR 14 ] [ 県統計 14 ] |
| 2013年（平成25年） | 36,603   | 25,751   | [ JR 15 ] [ 県統計 15 ] |
| 2014年（平成26年） | 35,862   | 25,298   | [ JR 16 ] [ 県統計 16 ] |
| 2015年（平成27年） | 36,463   | 25,691   | [ JR 17 ] [ 県統計 17 ] |
| 2016年（平成28年） | 35,832   | 25,518   | [ JR 18 ] [ 県統計 18 ] |
| 2017年（平成29年） | 36,021   | 25,893   | [ JR 19 ] [ 県統計 19 ] |
| 2018年（平成30年） | 35,957   | 25,993   | [ JR 20 ] [ 県統計 20 ] |
| 2019年（令和元年） | 35,347   | 25,535   | [ JR 21 ] [ 県統計 21 ] |
| 2020年（令和02年） | 25,483   | 18,161   | [ JR 22 ] [ 県統計 22 ] |
| 2021年（令和03年） | 27,759   | 20,336   | [ JR 23 ] [ 県統計 23 ] |
| 2022年（令和04年） | 30,225   | 22,075   | [ JR 24 ] [ 県統計 24 ] |
| 2023年（令和05年） | 31,740   | 22,879   | [ JR 1 ] [ 東武 7 ]     |

## 駅周辺

### 西口

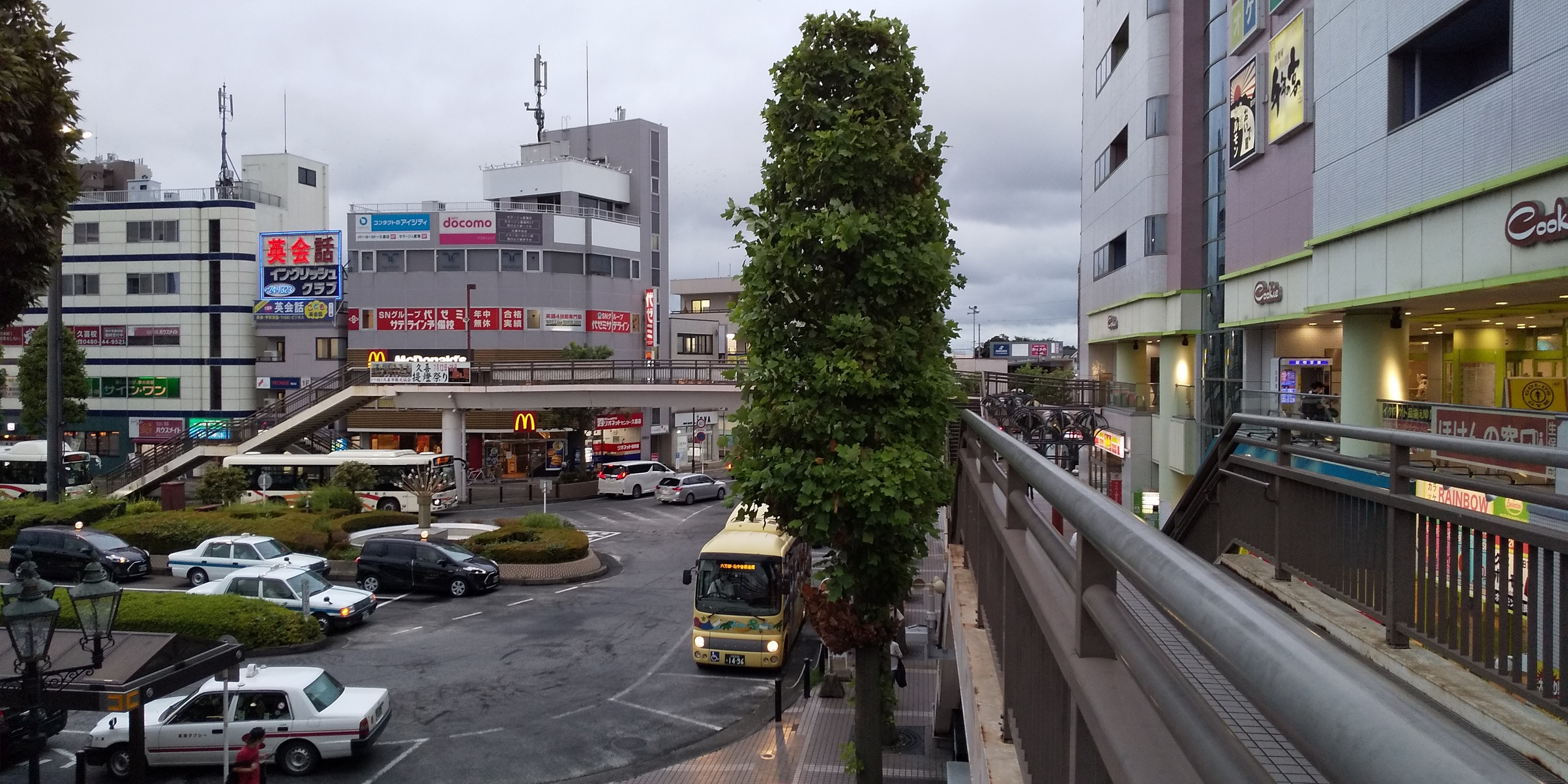
西口駅前ロータリー（2020年10月）

久喜駅西口は提灯祭り通りを中心に古くからの商店が多くあったが、久喜幸手新道周辺にイトーヨーカドー久喜店ほか、埼玉県道3号さいたま栗橋線周辺にアリオ鷲宮など商業施設が多くなり、さらに後継者不足により年々数を減らしていった。それに対し、居酒屋やコンビニエンスストアなどのチェーン店は数を増している。西口駅前広場付近はクッキープラザ（久喜駅桧家ビル）やマンションが立地する。毎年7月12日と7月18日には提灯祭りが開催され、市内外から観客が多く訪れる。
路線バスは、以前は提灯祭り通りを走行していたが、2012年時点では新駅前通りを走行する。医療機関も駅周辺に新井病院、土屋小児病院、愛生会内科・婦人科クリニックなど古くからの病院、医院が立地し、市内や周辺市町の医療を支えてきたが、2011年4月に駅より西に1.5 km離れた上早見地内に久喜総合病院が開院した。公共施設は駅から南へ500 m進んだ六間通り沿いに埼玉県立久喜高等学校が、1 km離れた下早見地内に久喜市役所、埼玉県立久喜図書館が立地している。
郵便局・金融機関
- 久喜郵便局
  - ゆうちょ銀行 久喜店
- 久喜本町郵便局
- みずほ銀行 久喜支店（久喜駅桧家ビル1階）
- 埼玉りそな銀行 久喜支店
- 武蔵野銀行 久喜支店

### 東口

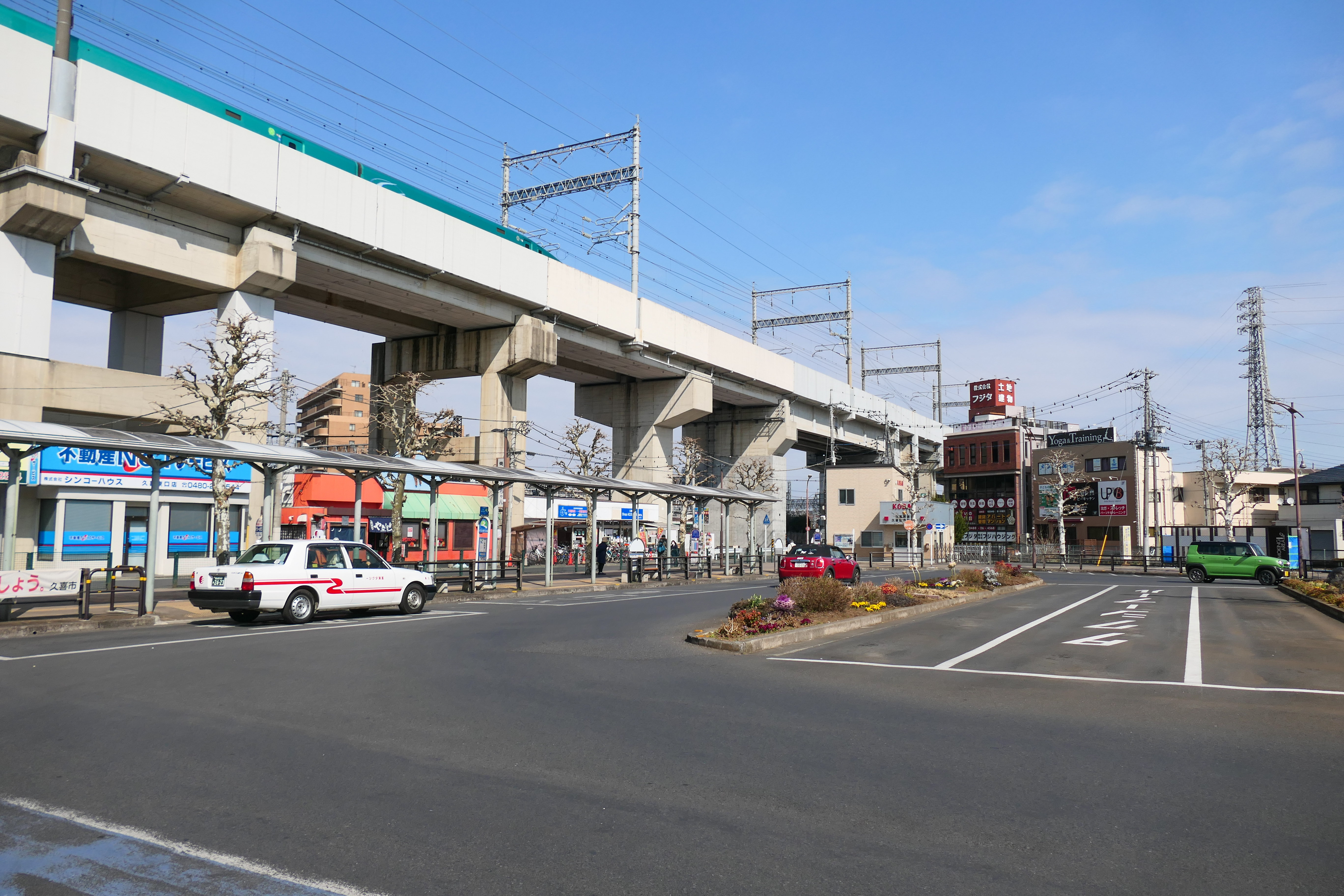
東口駅前ロータリー（2022年3月）

東口は駅橋上化と同時に開設された。駅周辺が区画整理されており、駅前通りや周辺部の道幅が広く、スーパーマーケット、ドラッグストア、ディスカウントストアーなどのロードサイド店が多く立地する。県営青葉団地をはじめ、新興住宅地が多く存在する。公共施設は久喜市立中央図書館をはじめ国の機関として久喜簡易裁判所、久喜区検察庁などがある。
郵便局・金融機関
- 久喜東町郵便局
- 東和銀行 久喜青葉支店
- 栃木銀行 久喜支店
- 埼玉縣信用金庫 久喜支店
- 川口信用金庫 久喜支店

## バス路線

### 西口
下記の他、大宮（大宮駅）、東京（京成上野駅・北千住駅・新越谷駅）からの深夜急行バスが停車（降車のみ）する。
- 朝日自動車（朝日バス）
  - KU01・KU02・KU03：菖蒲仲橋行[17]
  - 急行：モラージュ菖蒲中央口行[17]

- 大和観光自動車（大和バス）
  - 久喜菖蒲工業団地線
  - 清久工業団地線
  - アリオ鷲宮線

- 久喜市内循環バス（協同観光バス受託）
  - 下早見循環
  - 除堀・所久喜循環
  - 久喜本循環
  - 六万部・北中曽根循環
  - 東西連絡東行

- 高速バス 「とちの木号」関東自動車・近鉄バス
  - 宇都宮行 / 大阪行[18][19][20]
    - 大阪行きは乗車のみ、宇都宮行きは降車のみの扱い
- 高速バス「ミルキーウェイエクスプレス」さくら観光バス
  - 久喜市菖蒲バスターミナル行 / 大阪行[21]
    - 大阪行きは乗車のみ、久喜市菖蒲バスターミナル行きは降車のみの扱い

### 東口
- 朝日自動車（朝日バス）
  - 青葉団地中央方面
    - KU11：久喜駅東口行（青葉団地循環）[22]
    - KU12：朝日バス車庫行[22]
    - KU13：久喜駅東口行（青葉・弁天橋循環）[22]
    - KU14：弁天橋行[22]
    - KU15：上高野行[22]
    - KU16：幸手駅西口行[22]

  - 吉羽・栗原方面
    - KU21：久喜駅東口行（吉羽・栗原循環）[22]
    - KU22・KU23：朝日バス車庫行[22]
    - KU24：昌平高校行（通学時間帯のみ）[22]
    - KU26：栗原行（日曜・祝日のみ）[22]

- 久喜市内循環バス（協同観光バス受託）
  - 野久喜・吉羽循環
  - 東循環
  - 東西連絡

## 隣の駅
東日本旅客鉄道（JR東日本）
■宇都宮線
■快速（「ラビット」を含む）
蓮田駅 - 久喜駅 - 古河駅
■普通
新白岡駅 - 久喜駅 - 東鷲宮駅
東武鉄道
 伊勢崎線
- ■特急「りょうもう」・■特急「リバティりょうもう」停車駅、□THライナー発着駅

■急行・■準急
和戸駅 (TI 01) - 久喜駅 (TI 02)
■区間急行・■区間準急・■普通
和戸駅 (TI 01) - 久喜駅 (TI 02) - 鷲宮駅 (TI 03)

### 記事本文